# Diogenesia laxa
Diogenesia laxa là một loài thực vật có hoa trong họ Thạch nam. Loài này được (A.C.Sm.) Sleumer mô tả khoa học đầu tiên năm 1941.